# História Preta
História Preta é um podcast brasileiro do gênero história sobre a memória histórica da população negra no Brasil e no Mundo. Foi criado em janeiro de 2019 por Thiago André, sendo publicado pela B9.
Com episódios quinzenais, traz episódios sobre personalidades negras, movimento negro, democracia racial no Brasil e questões conexas, abordando desde temas históricos como Quilombo dos Palmares e Revolta da Chibata, história de gêneros musicais associados à cultura afro-brasileira como o samba e o funk carioca e à cultura afro-americana como o blues, muçulmanos negros no Brasil, influência do negro no português brasileiro, personalidades históricas como Leônidas da Silva, Lima Barreto e Lélia González, além de entrevistas, dentre elas com o rapper Emicida, com um total de 16 temporadas.
Seu autor, roteirista e apresentador, Thiago André, foi militar de carreira na Marinha do Brasil e iniciou graduação em História na Universidade Federal de Pelotas, inconclusa devido ao trabalho como militar. Ele se identifica como de esquerda.
O podcast é apoiado por financiamento coletivo através da plataforma Apoia.se. Os apoiadores, além de financiar o projeto, tem acesso a episódios exclusivos.

## Lista de episódios
| Ano  | Temporada          | Nome do episódio                                     | Assuntos abordados | Ref. |
| ---- | ------------------ | ---------------------------------------------------- | --- | ---- |
| 2019 | 1ª Temporada       | 1. O Invisível Gaúcho Negro (com Fernanda Oliveira)  | Cultura afro-gaúcha |      |
| 2019 | 1ª Temporada       | 2. O Nascimento do Samba                             | Samba |      |
| 2019 | 1ª Temporada       | 3. Branqueamento Racial no Brasil                    | Branqueamento racial |      |
| 2019 | 1ª Temporada       | 4. Tia Josefa                                        | Conto |      |
| 2019 | 1ª Temporada       | 5. A Política e a Música Pop Negra                   | |      |
| 2019 | 1ª Temporada       | 6. Olhos que Condenam (com Caio César @geocaio)      | Caso corredora do Central Park Olhos que Condenam |      |
| 2019 | 1ª Temporada       | 7. Deus e o Diabo na encruzilhada: a origem do Blues | Blues |      |
| 2019 | 1ª Temporada       | 8. Um Negro letrado na cidade de letras Brancas      | Jacinto Ventura de Molina |      |
| 2019 | 1ª Temporada       | 9. O Elefante na Sala                                | Racismo estrutural |      |
| 2019 | 1ª Temporada       | 10. A influência africana no português do Brasil     | Português brasileiro Africanismo linguística Línguas bantas Língua iorubá |      |
| 2019 | 1ª Temporada       | 11. Muçulmanos Negros no Brasil                      | Malês |      |
| 2019 | 1ª Temporada       | 12. 20 de Novembro                                   | Dia Nacional de Zumbi e da Consciência Negra |      |
| 2019 | 1ª Temporada       | 13. AmarElo                                          | AmarElo Emicida |      |
| 2020 | 1ª Temporada       | 14. Eu sou Exu (com Roger Cipó)                      | Exu |      |
| 2020 | 1ª Temporada       | 15. Do Funk ao Funk Carioca                          | Funk Funk carioca James Brown Wilson Simonal Tony Tornado Censura na ditadura militar brasileira Movimento Black Power Punho erguido Elis Regina Dom Filó Blaxploitation Lins de Vasconcelos Austin (Nova Iguaçu) Nova Iguaçu Furacão 2000 Miami bass Hip hop Rap Melô da Mulher Feia Ice-T Bonde do Tigrão Planeta Xuxa Cidinho & Doca |      |
| 2020 | 1ª Temporada       | 16. Que Bloco é esse?                                | Ilê Aiyê |      |
| 2020 | 1ª Temporada       | 17. O Caminho até AmarElo (com Emicida)              | Batalha de Rap Emicida C4bal |      |
| 2020 | O Negro no Futebol | 1. Futebol em Preto e Branco                         | História do futebol do Brasil |      |
| 2020 | O Negro no Futebol | 2. Camisas Negras                                    | Club de Regatas Vasco da Gama Resposta Histórica Bangu Atlético Clube Liga Metropolitana de Desportos Terrestres Remo Botafogo Regata Sanitarismo Eugenia Pereira Passos Incentivo fiscal Arquibancada Voz das Comunidades Imigração portuguesa no Brasil#Primeira metade do século XX Década de 1920 Semana de Arte Moderna Fundação do Partido Comunista Brasileiro Revolta dos 18 do Forte de Copacabana Coluna Prestes Lusofobia Xenofobia Nacionalismo brasileiro Campeonato Carioca de Futebol de 1923 Botafogo de Futebol e Regatas Clube de Regatas do Flamengo Fluminense Football Club America Football Club (Rio de Janeiro) Associação Metropolitana de Esportes Athleticos Andarahy Athletico Club Financiamento coletivo Estádio Vasco da Gama |      |
| 2020 | O Negro no Futebol | 3. Canelas Pretas                                    | Liga dos Canelas Pretas |      |
| 2020 | O Negro no Futebol | 4. A Voz do Preto                                    | Racismo no futebol |      |
| 2020 | O Negro no Futebol | 5. Onde estão as Pretas?                             | Futebol feminino no Brasil |      |
| 2020 | O Negro no Futebol | 6. Clarice                                           | Futebol feminino em Jaú |      |
| 2020 | Nossa Beleza       | 1. Vênus                                             | Saartjie Baartman |      |
| 2020 | Nossa Beleza       | 2. Raízes                                            | Cabelo afro Afro (cabelo) Nó de trança Diáspora africana Cultura iorubá Oralidade Black is beautiful Partido dos Panteras Negras Steve Biko Tony Tornado Trio Ternura |      |
| 2021 | Nossa Beleza       | 3. Proteção                                          | Joalheria crioula |      |
| 2021 | O Plano            | 1. Liberdade Frágil                                  | Lei Áurea |      |
| 2021 | O Plano            | 2. Legítima Defesa                                   | |      |
| 2021 | O Plano            | 3. Sonhos perdidos                                   | |      |
| 2021 | O Plano            | 4. Flores e Pedras                                   | |      |
| 2021 | O Plano            | 5. Territórios Livres                                | |      |
| 2021 | O Plano            | 6. Sonhos Reais                                      | |      |
| 2021 | O Plano            | Bônus - A Mulher Esquecida                           | |      |
| 2021 | O Samba das Pretas | 1. Feitiço Decente                                   | |      |
| 2021 | O Samba das Pretas | 2. Outros Carnavais                                  | |      |
| 2021 | O Samba das Pretas | 3. Tia Dodô                                          | |      |
| 2021 | O Samba das Pretas | 4. Clementina de Jesus                               | |      |
| 2021 | O Samba das Pretas | 5. Ivone Lara                                        | |      |
| 2021 | O Samba das Pretas | 6. Leci Brandão                                      | |      |
| 2021 | O Samba das Pretas | 7. Jovelina Pérola Negra                             | |      |
| 2021 | Existências        | 1. Francisca Manicongo                               | |      |
| 2021 | Existências        | 2. Benedito Meia-Légua                               | |      |
| 2021 | Existências        | 3. Rosa Egipcíaca                                    | |      |
| 2021 | Existências        | 4. Manuel do Sacramento                              | |      |
| 2021 | Existências        | 5. Ovídea e Benedita                                 | |      |
| 2022 | A Fundação         | 1. Um Absurdo Inofensivo                             | |      |
| 2022 | A Fundação         | 2. Faremos Palmares                                  | |      |
| 2022 | A Fundação         | 3. Terras Invisíveis                                 | |      |
| 2022 | A Fundação         | 4. A Paz Quilombola                                  | |      |
| 2022 | Cisne Negro        | 1. João Ninguém                                      | |      |
| 2022 | Cisne Negro        | 2. Cores e Valores                                   | |      |
| 2022 | Cisne Negro        | 3. Mão Negra                                         | |      |
| 2022 | Cisne Negro        | 4. Almirante Negro                                   | |      |
| 2022 | Cisne Negro        | 5. Ilha das Cobras                                   | |      |
| 2022 | Cisne Negro        | 6. Longe do Mar                                      | |      |
| 2022 | Cisne Negro        | 7. Tábua de Salvação                                 | |      |
| 2022 | Malcolm & Martin   | 1. Messias Negro                                     | |      |
| 2022 | Malcolm & Martin   | 2. O Pastor e O Chamado                              | |      |
| 2022 | Malcolm & Martin   | 3. Raça Poderosa                                     | |      |
| 2022 | Malcolm & Martin   | 4. Um novo caminho                                   | |      |
| 2022 | Malcolm & Martin   | 5. Negro Perigoso                                    | |      |
| 2022 | Malcolm & Martin   | 6. Coragem para mudar                                | |      |
| 2022 | Malcolm & Martin   | 7. Terra Prometida                                   | |      |
| 2022 | Copa em Preto      | 1. Preto sai, Branco fica                            | |      |
| 2022 | Copa em Preto      | 2. Leônidas, o primeiro                              | |      |
| 2022 | Copa em Preto      | 3. A culpa da Nação                                  | |      |
| 2022 | Copa em Preto      | 4. Menino Rei                                        | |      |
| 2023 | Carolina           | 1. Fora do Lugar                                     | |      |
| 2023 | Carolina           | 2. Diário de Bitita                                  | |      |
| 2023 | Carolina           | 3. Poetisa Negra                                     | |      |
| 2023 | Carolina           | 4. Quarto de Despejo                                 | |      |
| 2023 | Carolina           | 5. Aplausos e Pedradas                               | |      |
| 2023 | Carolina           | 6. Sala de Visitas                                   | |      |
| 2023 | Carolina           | 7. Casa de Alvenaria                                 | |      |
| 2023 | Carolina           | 8. Triste Fracasso                                   | |      |
| 2023 | Carolina           | 9. Caminho do Fim                                    | |      |
| 2023 | Carolina           | 10. Devido Lugar                                     | |      |
| 2023 | Bossa negra        | 1. Gênio Esquecido                                   | |      |
| 2023 | Bossa negra        | 2. Raro e Solitário                                  | |      |
| 2023 | Bossa negra        | 3. GeniAlf                                           | |      |
| 2023 | Black Rio          | 1. Baile da Pesada                                   | |      |
| 2023 | Black Rio          | 2. Black Is Beautiful                                | |      |
| 2023 | Black Rio          | 3. Em alta velocidade                                | |      |
| 2024 | Black Rio          | 4. Baile Vigiado                                     | |      |
| 2024 | Black Rio          | 5. Segue o baile                                     | |      |
| 2024 | Black Rio          | 1B. Tony Tornado                                     | |      |
| 2024 | Palmares           | 1. Negros da mata                                    | |      |
| 2024 | Palmares           | 2. Negros do Palmar                                  | |      |
| 2024 | Palmares           | 3. Acordo de Paz                                     | |      |
| 2024 | Palmares           | 4. Deus das Guerras                                  | |      |
| 2024 | Palmares           | 5. Barriga Acabou                                    | |      |
| 2024 | Palmares           | 6. Depois do Fim                                     | |      |
| 2024 | Lima Barreto       | 1. Cemitério dos Vivos                               | |      |
| 2024 | Lima Barreto       | 2. Esperanças Perdidas                               | |      |
| 2024 | Lima Barreto       | 3. Entre Mundos                                      | |      |
| 2024 | Lima Barreto       | 4. Contra Todos                                      | |      |
| 2024 | Lima Barreto       | 5. Literatura Militante                              | |      |
| 2025 | Lima Barreto       | 6. Triste Fim                                        | |      |
| 2025 | Lima Barreto       | 7. Academia de Letras                                | |      |
| 2025 | Lima Barreto       | 8. Dois Mundos                                       | |      |
| 2025 | Lélia Gonzalez     | 1. Nome e Sobrenome                                  | |      |
| 2025 | Lélia Gonzalez     | 2. Revolução Interior                                | |      |